# Vallåsen
För andra betydelser, se Valåsen (olika betydelser).
Vallåsen är en skidanläggning belägen i Halland på Hallandsåsens nordsida vid Våxtorp i Laholms kommun. Under vintersäsongen erbjuds utförsåkning. Under sommarsäsongen kan man istället ta cykeln nerför backarna.
På Vallåsen finns 5 170 m preparerade nedfarter och en sammanlagd åkyta på 200 000 m². Den största fallhöjden är 145 m och den längsta nedfarten är 1 260 m. Här finns två stolbanor, varav en expresslift, och fem släpliftar. Kapaciteten på liftarna ligger på 7 200 personer/timme.
Skidanläggningen stängde 2022 utan planer på att återöppna. Den har varit stängd för skidåkning efter det. Skälet är milda vintrar med behov av mycket konstsnöproduktion och höga elpriser i södra Sverige. Däremot har man haft öppet för cykelåkning på sommaren med lifttransport.

## Historia
Vallåsen har funnits sedan 1989. Anläggningen har haft säsonger med upp till 100 öppetdagar. Sedan en tid tillbaka ägs Vallåsen av Branäskoncernen som också äger Branäs fritidscenter, Kungsberget skidanläggning, Storstenshöjden, Tolvmannabacken och Ulricehamns skicenter. Familjen Hedin har köpt tillbaka Vallåsen. De sålde 2011.

## Förutsättningar
Då Vallåsen är beläget så pass långt söderut är det svårt att förlita sig på natursnö. Istället lägger man konstsnö med hjälp av snökanoner. Relativt den yta som skall täckas med snö har Vallåsen norra Europas största system för tillverkning av konstsnö.

## Nedfarter och liftar
På Vallåsen finns 5 170 meter preparerade nedfarter och en åkyta på 200 000 m². Den längsta backen är 1 260 meter lång och den största fallhöjden ligger på 145 meter. Liftsystemet består av fem släpliftar och två stolliftar, varav en är kopplingsbar.